# 후량 (오대)
후량(後梁, 907년 ~ 923년)은 오대십국 시대 오대의 첫 번째 왕조이다. 당나라 말기 혼란한 정세 속에 당나라 조정을 장악한 군벌 주전충이 907년 당 애제(소선제)로부터 선양을 받아 건국하였다. 수도는 개봉부이다. 남북조 시대 괴뢰정권인 후량이나 남조 양나라와 구별하기 위해 주량(朱梁)이라 부르기도 했다. 당나라 말엽 이래 오랜 숙적이었던 진나라의 후신인 후당에 의해 멸망하였다.

## 역사
주온은 당나라 말기 황소의 난을 평정한 인물로 당나라로부터 전충(全忠)이란 이름을 하사받았다. 그는 선무군(宣武軍)절도사가 되어 선무군의 군부 변주를 다스리게 되었고, 선무군은 당나라 말기 최대의 번진(藩鎭)이 되어 양왕에 봉해지게 되었다. 904년 윤 4월, 장안에 있던 소종을 낙양으로 데려와 8월에 살해하고 13세 된 이축(즉위 전 원래 이름은 이조(李祚))을 제위에 올리니 그가 바로 애제이다.
907년 6월 1일, 애제로부터 선양을 받아 나라를 건국하였다. 국호는 대량(大梁), 연호를 개평이라 하였다. 후량의 영토는 중원의 5개 왕조 중 가장 작아 지금의 하남성·산동성 전역과 섬서성·호북성의 대부분 지역, 하북성·영하성·산서성·강소성·안휘성 등지의 각 일부 지역들에 걸쳐 있었다.
주전충이 당나라를 멸망시킨 시기, 진왕 이극용등 당나라 말기 혼란을 틈타 지방에서 할거하던 군벌(절도사)들은 후량의 선양을 인정하지 않고, 각지에서 자립했기 때문에 오대십국의 분열시대가 찾아왔다. 후량을 건국한 후에도 주전충은 이극용과 격렬한 전투를 계속 벌였다. 주전충은 80,000명의 병력을 이끌고 이극용이 있던 노주를 반년간 포위했다. 다음해 이극용이 죽고, 그의 아들 이존욱이 진왕이 되어 반격에 나서자 포위를 풀었다.
다음해 주전충은 이존욱을 공격하기 위해 약 500,000명의 대군을 이끌고 북상했다. 하지만 이존욱이 대군을 이끌고 반격하러 온다는 소식을 듣고 놀라 군을 후퇴시켰다.
910년, 후량의 공신들이 반란을 일으켰고, 이를 진왕 이존욱이 구원하러 나섰기에 911년 초 백향(柏鄕, 지금의 하북성 형대시 백향현 서남)에서 진군과 후량군이 격전을 벌였다. 하루 동안 벌어진 격전에서 후량은 대패하였고, 진군은 150여리나 추격하였다. 주전충은 이에 놀라 직접 군사를 이끌고 낙양에서 방어진을 구축했다. 백향 전투에서 후량의 주력군은 큰 피해를 입었고, 이 때문에 후량의 세력은 쇠퇴하였다.
태조 주전충은 912년 병석에서 양자 박왕 주우문(본명 강근)을 후계자로 세웠기 때문에 이에 불만을 품은 친아들 영왕 주우규에 의해 살해당했다. 제위에 오른 주우규는 인망을 얻지 못해 동생 균왕 주우정에게 살해당하고 제위를 빼앗겼다. 
915년 봄, 후량군은 이존욱의 진군과 전투를 벌였으나, 태행산 황택령(黃澤嶺, 지금의 산서성 진중시 좌권현 동남쪽에 있는 고개)·덕주·전주에서 연패했다. 다음해 봄, 왕단(王檀)이 30,000명을 이끌고 태원을 공격했으나 수비군에게 격퇴당했다. 918년 8월 이존욱이 군사를 이끌고 남하하자 후량군은 이를 맞아 싸웠다. 12월 하순 호류파(胡柳陂, 지금의 하남성 복양시 복양현 동남쪽에 있는 언덕)에서 양군은 격돌하여 혈전을 벌였다. 이 전투에서 진군의 명장 주덕위가 후량군 기병대장 왕언장에게 패해 전사했다. 위기에 빠진 진군을 구한 것은 진나라의 장군 이사소·왕건급이 이끄는 기병대로 후량의 보병대를 격파해 후량은 대패하여 30,000명에 가까운 사상자가 생겼다. 하지만 진군도 다수의 사상자가 생겨 후량군과 진군의 전투는 일단 소강상태에 빠졌다. 921년 진주(鎭州)를 포위한 진군을 후량군이 공격해 격파하여 진군은 약 20,000명의 사상자가 발생했다.
923년 진왕 이존욱이 황제를 칭하고 국호를 당(唐)으로 바꾸었다(후당). 같은해 윤 4월 말, 이사원이 이끄는 5,000명의 기병대가 후량의 운주를 기습했다. 후량은 왕언장을 총사령관으로 단응을 부사령관으로 한 100,000명의 정예군을 이끌고 후당을 공격했다. 장종 이존욱 또한 직접 군을 이끌고 양류(楊劉, 지금의 산동성 요성시 동아현 동북)에서 격전을 벌여 후량군을 격파했다. 왕언장은 중도현(中都縣, 지금의 산동성 제녕시 문상현)에서 참수되었다. 923년 11월 19일 후당군이 후량의 수도 개봉부를 함락시키자, 후량은 멸망하게 되었다. 주우정은 스스로 목숨을 끊었다. 이로써 후량의 황제는 모두 비참한 최후를 맞이하여 3대 16년이라는 짧은 통치를 마쳤다.

## 역대 황제
| 대수  | 묘호                            | 시호                            | 휘                          | 연호                                                                       | 재위 기간     | 능호           |
| ----- | ------------------------------- | ------------------------------- | --------------------------- | -------------------------------------------------------------------------- | ------------- | -------------- |
| -     | 양 숙조 (梁肅祖) (양 태조 추숭) | 선원황제 (宣元皇帝)             | 주암(朱黯)                  | -                                                                          | -             | 흥극릉(興極陵) |
| -     | 양 경조 (梁敬祖) (양 태조 추숭) | 광헌황제 (光獻皇帝)             | 주무림(朱茂琳)              | -                                                                          | -             | 영안릉(永安陵) |
| -     | 양 헌조 (梁憲祖) (양 태조 추숭) | 소무황제 (昭武皇帝)             | 주신(朱信)                  | -                                                                          | -             | 광천릉(光天陵) |
| -     | 양 열조 (梁烈祖) (양 태조 추숭) | 문목황제 (文穆皇帝)             | 주성(朱誠)                  | -                                                                          | -             | 함녕릉(咸寧陵) |
| 제1대 | 양 태조 (梁太祖)                | 신무원성효황제 (神武元聖孝皇帝) | 주황(朱晃) <주전충(朱全忠)> | 개평(開平) 907년 ~ 911년 건화(乾化) 911년 ~ 912년                          | 907년 ~ 912년 | 선릉(宣陵)     |
| 제2대 | -                               | - <영왕(郢王)>                  | 주우규(朱友珪)              | 봉력(鳳曆) 913년                                                           | 912년 ~ 913년 | -              |
| 제3대 | -                               | 말황제 (末皇帝)                 | 주전(朱瑱) <주우정(朱友貞)> | 건화(乾化) 913년 ~ 915년 정명(貞明) 915년 ~ 921년 용덕(龍德) 921년 ~ 923년 | 913년 ~ 923년 | -              |

## 관료

### 재상
후량의 재상 직함은 동중서문하평장사(약칭 동평장사)였다. 
- 장문울(907년 ~ 908년)
- 양섭(907년 ~ 908년, 908년 ~ 909년, 915년 ~ 916년)
- 한건(907년 ~ 909년)
- 설이구(907년 ~ 912년)
- 장책(908년)
- 우긍(908년 ~ 914년)
- 왕경인(908년 ~ 911년)
- 조광봉(909년 ~ 915년, 916년 ~ 918년)
- 두효(909년 ~ 913년)
- 경상(912년 ~ 923년)
- 요계(913년 ~ ?)
- 정각(916년 ~ 923년)
- 소경(918년 ~ 923년)
- 이기(920년)

### 숭정사
후량은 당나라를 멸망시킨 이후, 그때까지 환관이 맡아왔던 추밀사를 관료 중 한 사람이 맡게 하고, 추밀원을 숭정원(崇政院)으로, 추밀사를 숭정사(崇政使)로 개칭하였다. 이 숭정사는 태조의 모사 경상(907년 ~ 912년)과 이진(912년 ~ 923년) 두 사람만이 역임하였다. 후량이 후당에게 멸망한 후, 숭정원은 추밀원으로, 숭정사는 추밀사로 각각 명칭이 원상복구되었다.

## 유명 인사
- 경상
- 장전의
- 왕언장

## 같이 보기
- 황소 (당나라)
- 절도사
- 당나라